# أنور شيخ (منتقد للإسلام)
أنيرود جيان شيخا (بالإنجليزية: Anwar Shaikh)‏، المعروف شعبياً باسم أنور شيخ (1 يونيو 1928 - 25 نوفمبر 2006)، كان كاتبًا بريطانيًا من أصل باكستاني، قضى معظم حياته في المملكة المتحدة، ومات في كارديف، ويلز.

## سيرة شخصية
حاجي محمد شيخ، ولد في عائلة منحدرة من الكشميري بانديت اعتنقت الإسلام في مدينة جوجرات الواقعة شمال البنجاب. ولد في يوم الحج، عام 1928، مما دفع والديه إلى ربط "الحج '' باسمه الأول، لكنه ولد أيضًا مع انعدام القلفة، الذي كان يُنظر إليه على أنه دليل على لمستقبل مشرق و وهكذا أصبح اسمه محمد أنور شيخ، ومعنى أنور مشع في اللغة العربية. في شبابه، كان الشيخ مؤمنا ملتزما بالإسلام السني الذي مارسته عائلته بتفان ، وخاصة والدته لأنها تحفظ جزء كبير جدا من القرآن. خلال الأيام العنيفة لتقسيم الهند، انخرط أنور شيخ مع الجماعات القومية الإسلامية وشارك بقوة في الهجمات العنيفة التي شنوها ضد غير المسلمين. ذات يوم، قام بضرب وطعن أب سيخي من وابنه الصغير حتى الموت في وضح النهار. في مناسبة أخرى، ضرب رجل سيخي آخر واجهه على طريق الدرابي بسكين طويل. وتطارده ذكريات هذه الجرائم منذ ذلك الحين. عندما بلغ سن 25، بدأ يشك في الإسلام وتعاليمه، وأصبح لاحقًا ناقدً له. بعد ذلك هاجر إلى المملكة المتحدة، وتزوج من امرأة ويلز ، وأصبح رجل أعمال ناجحًا يتعامل في تطوير العقارات. حول هذا الوقت، عاد شيخا أيضًا إلى الديانة الهندوسية التي مارسها أسلافه بعد قراءة الريجفيدا، والذي ألهمته بسبب إنسانيته. تبنى بعد ذلك اسم أنيرود جيان شيخا. وقد أدرك طارق علي أهمية عمل الشيخ الذي كرس فصلاً من كتابه "صراع الأصولية" لآرائه ورد الفعل الذي أثاروه.
كان شيخا يعيش في كارديف بويلز، عندما صدرت فتوى ضده من وطنه باكستان في عام 1995، حيث أصدر ما لا يقل عن 14 من رجال الدين الأصوليين أحكامًا بالإعدام ضده بسبب نبذ الإسلام وانتقاده. توفي في كارديف في 25 نوفمبر 2006. كتب طارق علي أن أنور شيخ اكتسب سمعة سيئة بين المسلمين البريطانيين. والعديد من المسلمين في جميع أنحاء العالم، وخاصة أولئك من أصل ديسي، وهم يتوسلون علماء مسلمين مشهورين لكتابة رد على أفكار أنور شيخ.